# Parafia Najświętszej Maryi Panny Królowej Polski w Pogorzycach
Parafia Najświętszej Maryi Panny Królowej Polski w Pogorzycach – parafia rzymskokatolicka, znajdująca się w archidiecezji krakowskiej, w dekanacie Chrzanów. W parafii posługują księża archidiecezjalni. Według stanu na październik 2018 proboszczem parafii był ks. Robert Skwarczyński.